# Chiswick Bridge
Le Chiswick Bridge est un pont en arc en béton armé franchissant la Tamise dans l'ouest de Londres au Royaume-Uni.
Il permet de relier les quartiers londoniens de Chiswick à Mortlake.